# 쓰지기리
쓰지기리(일본어: 辻斬)는 주로 에도시대의 사무라이가 거리 등에서 무차별적으로 통행인을 칼로 베어버리는 행위이다.

## 개요
쓰지기리는 무로마치시대 후기에 편찬된 《척소왕래》(尺素往来)에 기록이 있어서 중세부터 이미 존재하였던 것으로 보인다. 특히 센고쿠 시대부터 에도 시대 전기에 걸쳐 빈발했다. 도요토미 히데쓰구는 쓰지기리를 좋아하고 맹인마저 죽여서 '살생 관백(殺生関白)'라는 별명을 얻었다고 한다. 1602년(게이초 7년) 에도 막부는 쓰지기리 금지령을 내렸고 행위자를 엄벌에 처했다. 쓰지기리를 하는 이유는 칼의 예리함을 확인하기 위해서나, 단순한 기분 전환, 금품 목적, 자신의 무예 실력을 시험하기 위해서였다. 또한, 1000명의 사람을 베면 못된 병도 치료된다는 이유로 쓰지기리가 행해졌다. 1902년(메이지 35년) 에도 막부 말기와 메이지 유신 시기의 회고담집인 《막말백화》(幕末百話)에는 쓰지기리와 관련된 체험담이 수록되어 있다.

## 같이 보기
- 기리스테고멘
- 묻지마 살인